# Dorota Combrzyńska-Nogala

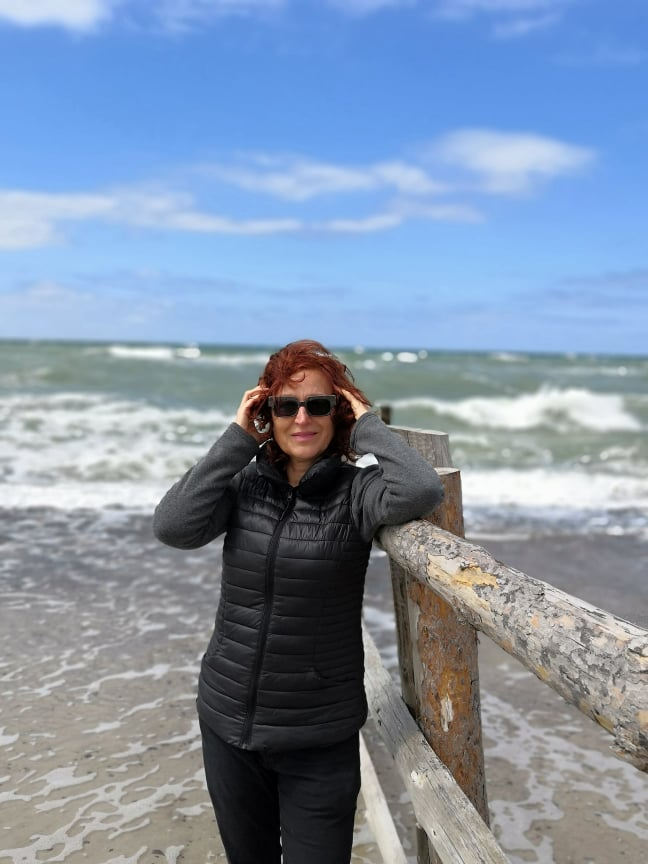
Dorota Combrzyńska-Nogala

Dorota Combrzyńska-Nogala (ur. 1962 w Łodzi) – polonistka, surdopedagog, autorka powieści obyczajowych dla dorosłych i książek dla dzieci i młodzieży. Mieszka, pracuje i tworzy w Łodzi.

## Publikacje

### Dla dorosłych
- Naszyjnik z Madrytu, Wydawnictwo Zysk i Ska (2007)
- Piąta z kwartetu (Wydawnictwo Zysk i Ska 2008[2], Wydawnictwo Literatura 2019[3])
- Wytwórnia Wód Gazowanych, Wydawnictwo MG[4] (2012)
- Drewniak, Wydawnictwo MG (2012)
- Chcę wszystko, Wydawnictwo MG (2015)
- Restaurant Day, Wydawnictwo Literatura (2020)

### Dla dzieci i młodzieży
- Odysejki, Wydawnictwo Literatura[5] (2023)
- Bezsenność Jutki[6], seria Wojny dorosłych - historie dzieci, Wydawnictwo Literatura[7] (2012, 2014, 2018, 2022)
- Możesz wybrać kogo chcesz pożreć, Wydawnictwo Literatura (2014)
- Syberyjskie przygody Chmurki, seria Wojny dorosłych - historie dzieci, Wydawnictwo Literatura (2014, 2015, 2016, 2018, 2022)
- Skutki uboczne eliksiru miłości, Wydawnictwo Literatura (2017, 2021)
- Wysiedleni, seria Wojny dorosłych - historie dzieci, Wydawnictwo Literatura (2018, 2022)
- Pralnia pierza, Wydawnictwo Literatura (2018, 2019, 2024)
- Pies w czasach zarazy, Wydawnictwo Literatura (2020)
- Niedokończona opowieść Pepe[8], seria Wojny dorosłych - historie dzieci, Wydawnictwo Literatura (2020)

### Opowiadania
- Tajemnicze poddasze w Opowiadaniach z dreszczykiem, Wydawnictwo Literatura (2013)
- Cymbarka i stary pierścionek w Opowiadaniach z kluczem, Wydawnictwo Literatura (2015)

### Ekranizacje
- Bezsenność Jutki, EGoFilm GROUP, reżyseria: Maria Görlich-Opyd (2023)[9]

## Nagrody
- 2009: Literacka Nagroda im. Władysława Reymonta – Piąta z kwartetu[10]
- 2012: Literacki Bohater Roku – Wytwórnia Wód Gazowanych
- 2012: Między obyczajem a romansem czyli najbardziej interesująca relacja między bohaterami – Wytwórnia Wód Gazowanych
- 2012: Nominacja literacka w konkursie Polskiej Sekcji IBBY Książka Roku – Bezsenność Jutki[11]
- 2013: Pierwsza Nagroda Blogerek Polonijnych w kategorii „Książka bez granic” – Wytwórnia Wód Gazowanych
- 2013: Nominacja do Nagrody Pióra Festiwalu Literatury Kobiecej „Pióro i Pazur 2013” – Wytwórnia Wód Gazowanych
- 2013: I Miejsce w I edycji Konkursu „Książka przyjazna dziecku” – Bezsenność Jutki[12]
- 2014: Książka wpisana na Listę Skarbów Muzeum Książki Dziecięcej – Możesz wybrać kogo chcesz pożreć
- 2014: Nominacja literacka w konkursie Polskiej Sekcji IBBY Książka Roku – Możesz wybrać kogo chcesz pożreć[13]
- 2014: Wyróżnienie w konkursie 22. Ogólnopolskiej Nagrody Literackiej im. Kornela Makuszyńskiego – Syberyjskie przygody Chmurki[14]
- 2014: Wyróżnienie w II edycji Konkursu „Książka przyjazna dziecku” – Syberyjskie przygody Chmurki[15]
- 2023: Książka Roku 2023 Polskiej Sekcji IBBY – Odysejki[16]
- 2024: Książka wpisana na listę Białych Kruków (The White Ravens) Internationale Jugendbibliothek, International Youth Library – Odysejki[17]